# Epeorus sylvicola
Epeorus sylvicola – gatunek skrzydlatego owada z rzędu jętek (Ephemeroptera) z rodziny zmarwlocikowatych (Heptageniidae). Występuje w Alpach i innych górach Europy Środkowej i Południowej. Gatunek nieliczny.

## Morfologia
Imago
Rozpiętość przezroczystych skrzydeł sięga 30–40 mm. Prążkowany odwłok kończą dwie cerci. Aparat gębowy uwsteczniony – imago nie odżywia się. Subimago ciemniejsze, z nie w pełni przezroczystymi skrzydłami.
Nimfy (larwy)
Żyjące w wodzie larwy (nimfy) osiągają długość 14 mm. Ich brązowo-żółte ciało jest silnie spłaszczone, przystosowane do życia na dnie szybko płynących strumieni. Blaszki skrzelowe są nieruchome, co uzależnia oddychanie larwy od przepływu wody – w wodzie stojącej nimfa dusi się.

## Cykl życiowy
Nimfy żyją rok na dnie czystych wód płynących, bystrych niedużych rzek lub strumieni górskich, gdzie przytwierdzają się doskonale do kamieni. Larwy odżywiają się peryfitonem. Ostatnie stadium nimfy wychodzi ponad wodę i przeobraża się w subimago, a dopiero później w dojrzałe płciowo osobniki (prometabolia). Imago latają nad brzegami górskich rzek w lipcu i sierpniu.